# Nicolas Metairie
Nicolas Metairie, né le 16 septembre 1989 à Maisons-Alfort, est un ancien pilote automobile français. 
Après plusieurs années de karting à haut niveau, il accède à la monoplace en 2005 et devient le plus jeune pilote du sport automobile français à seulement 15 ans. Il intègre alors le Pôle Espoir de la Filière FFSA, aujourd'hui appelé FFSA Academy, en tant que sportif de haut niveau.
Il a notamment évolué en Championnat de France FFSA GT et en GT World Challenge Europe Endurance Cup avec la Mercedes-Benz SLS AMG GT3, la McLaren MP4-12C GT3 et la Audi R8 LMS GT3 sous les couleurs de Graff Racing et d'Hexis Racing.

## Carrière et Palmarès
- 2002 : Vainqueur de l'OPKVO, opération de détection de jeunes talents
- 2003 : championnat de France Cadet (karting)
- 2004 : championnat de France Rotax Junior (4e) et Championnat de France FFSA Formule Kart
- 2005 : championnat de France Renault Elf Formule Campus [1]
- 2006 : championnat de France Nationale
- 2007 : championnat de France Rotax Max
- 2008 : championnat de France Rotax Max (3e), Bridgestone Cup North (1er), Bridgestone Cup South (1er)
- 2009 : championnat Benelux Renault Sport Clio Cup (Vice Champion Benelux Junior) [2]
- 2010 : championnat de France Renault Sport Clio Cup (Vice Champion de France Junior)
- 2011 : championnat de France Supercopa Seat Leon [3]
- 2012 : championnat de France Supercopa Seat Leon, championnat de France FFSA GT[4] et championnat GT World Challenge Europe Endurance Cup
- 2013 : championnat de France FFSA GT et championnat GT World Challenge Europe Endurance Cup
- 2014 :  championnat de France FFSA GT et championnat GT World Challenge Europe Endurance Cup